# Liana Tsotadze
Liana Tsotadze, född den 7 juni 1961 i Tbilisi, är en sovjetisk simhoppare.
Hon tog OS-brons i höga hopp i samband med de olympiska simhoppstävlingarna 1980 i Moskva.